# Chapelle Notre-Dame de Kerhir
La chapelle Notre-Dame de Kerhir est située à Plounévez-Quintin en France.

## Localisation
La chapelle est située sur le territoire de la commune de Plounévez-Quintin, à 1,5 kilomètre au nord-ouest du bourg, dans le département  des Côtes-d'Armor, en région Bretagne.

## Description
La chapelle porte la date de 1596. C'est un édifice en forme de croix latine, en granit appareillé, ses dimensions sont 35 mètres de longueur sur 24 mètres de largeur au transept. La tour et le pignon occidental remontent au XVIIIe siècle (inscription datée de 1729). La chapelle possède encore des sablières du XVIe siècle. Une tour en granit assez massive, construite au XVIIIe siècle, avec flèche ajourée et terrasse à balustrade, possède une porte classique. Sur le fronton circulaire de cette dernière s'élève une niche entourée de plus petits pilastres avec un entablement à corniche courbe. La porte d'entrée est ornée d'une frise. Le culte de saint Maurice est célébré dans cette chapelle : sa statue y figure en soldat romain,.

## Historique
La chapelle a fait l'objet d'un chantier de restauration de 2005 à 2007, avec consolidation, démontage et restauration des décors de la voûte polychrome et dorée de 165 mètres carrés à reposer celle-ci avec des greffes, réalisée au XIXe siècle a fresco par Raphaël Donguy (1812-1877).
Elle est inscrite au titre des monuments historiques par arrêté du 5 octobre 1964.

## Galerie

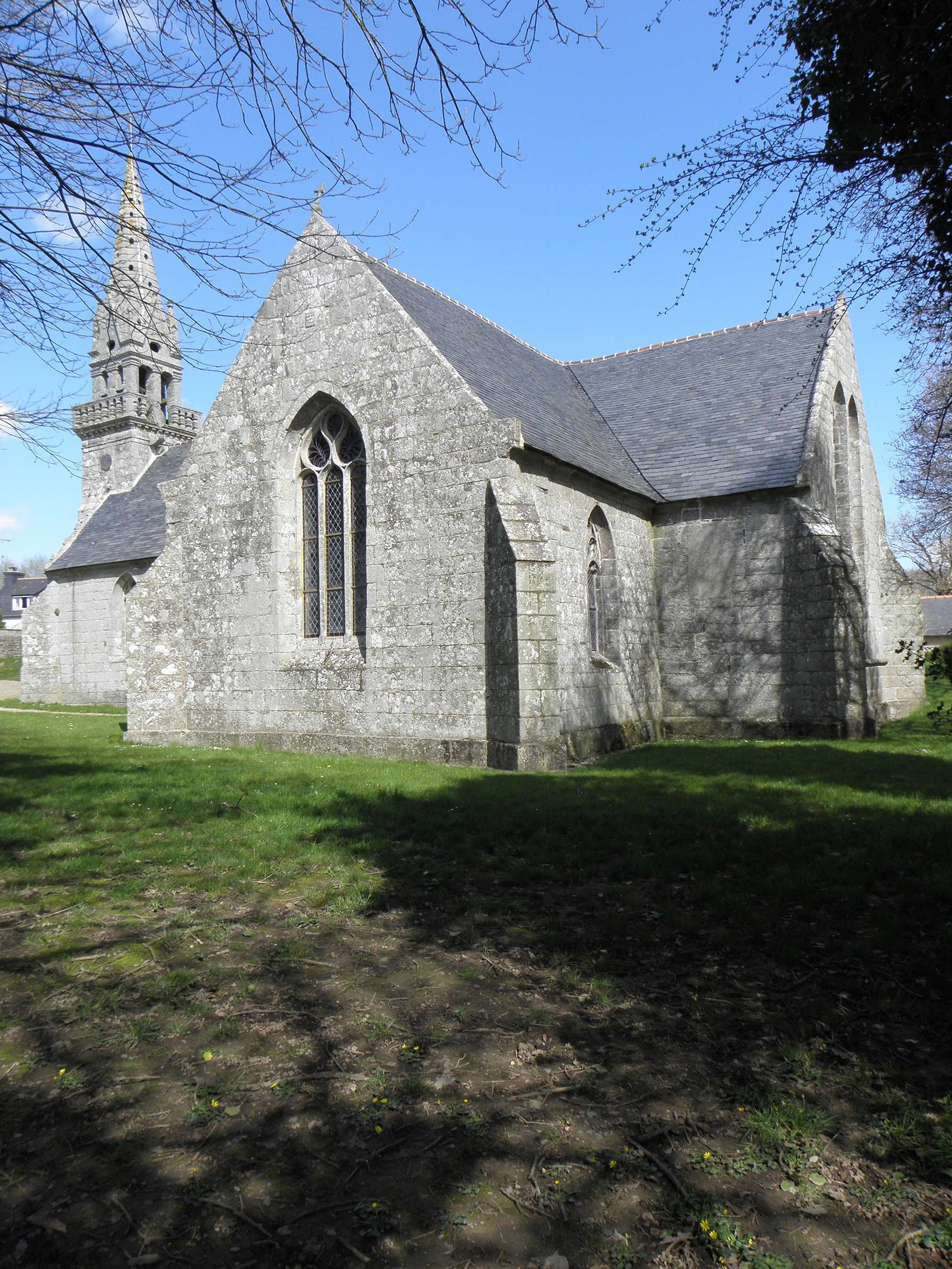
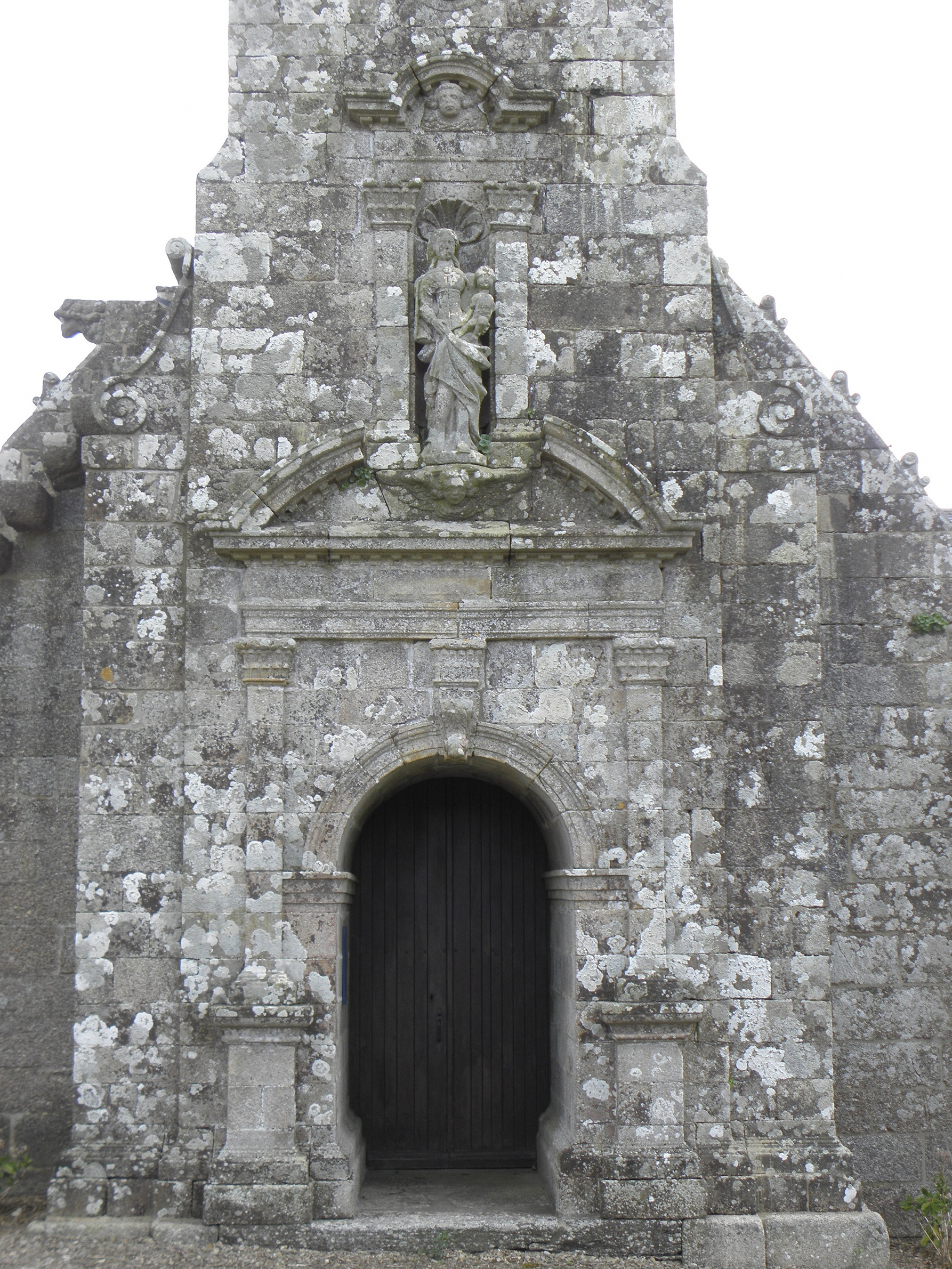
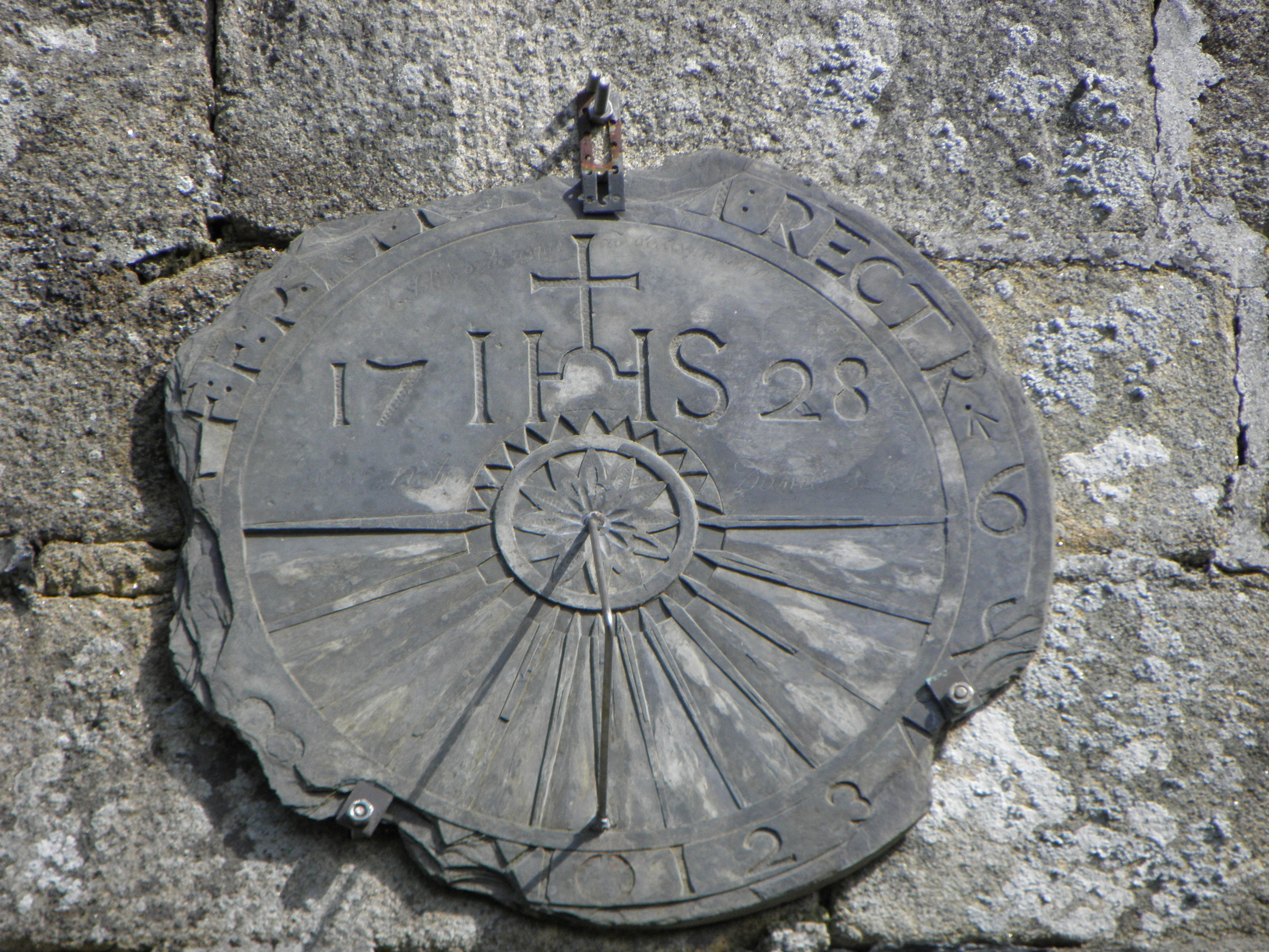
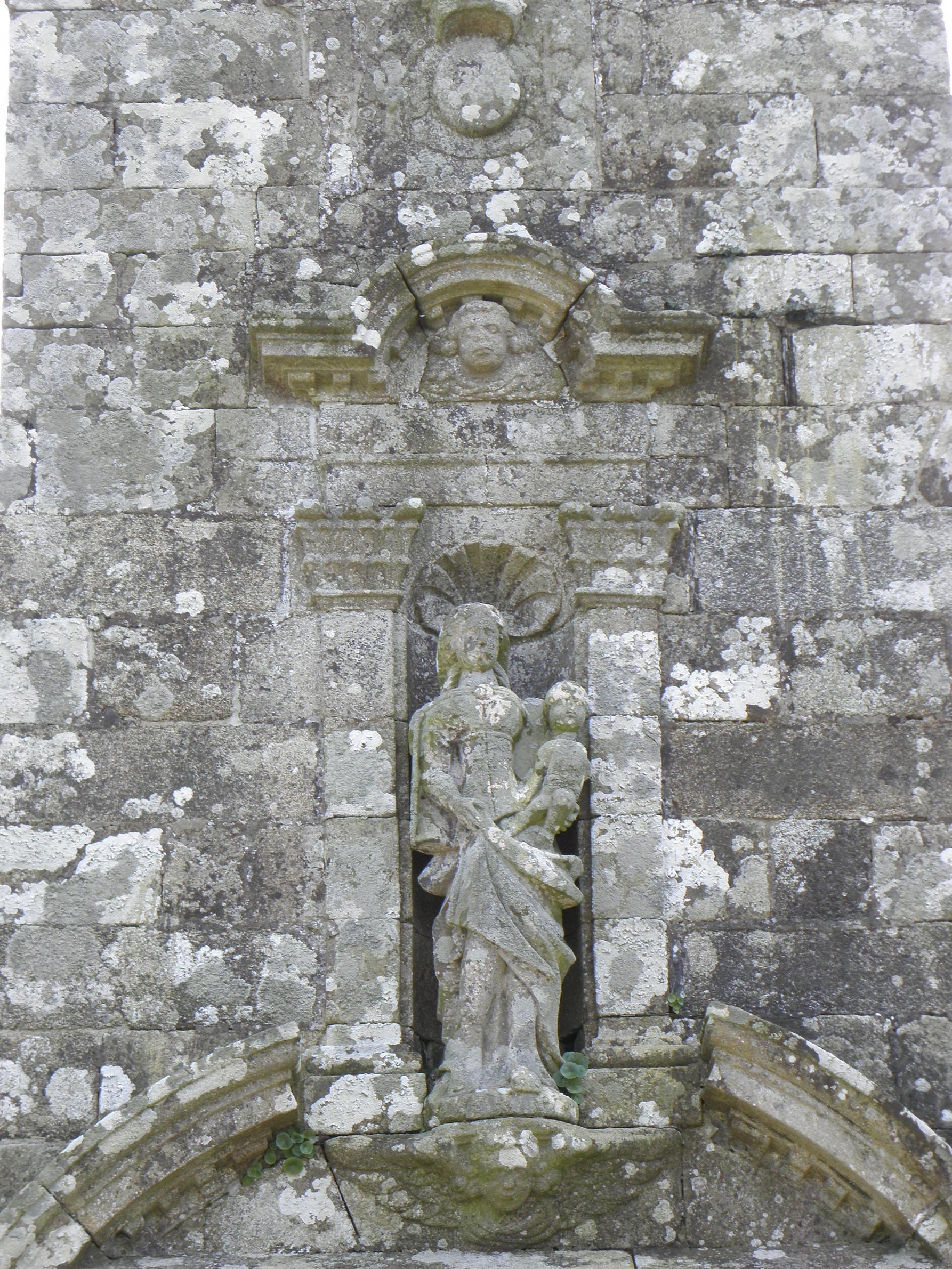